# Klaiben

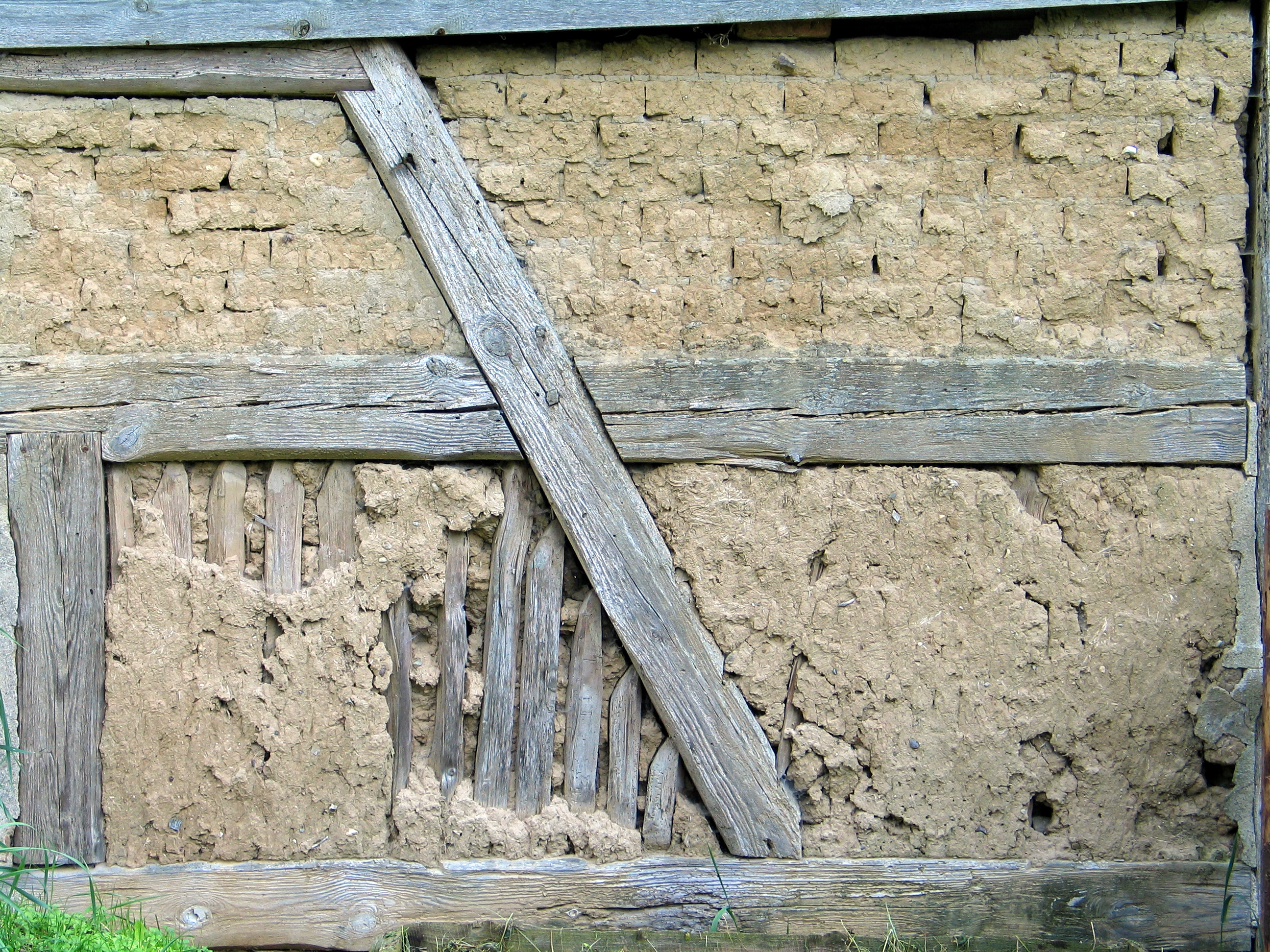
Durch Verwitterung sichtbar gewordene Staken bei einem Lehmgefach

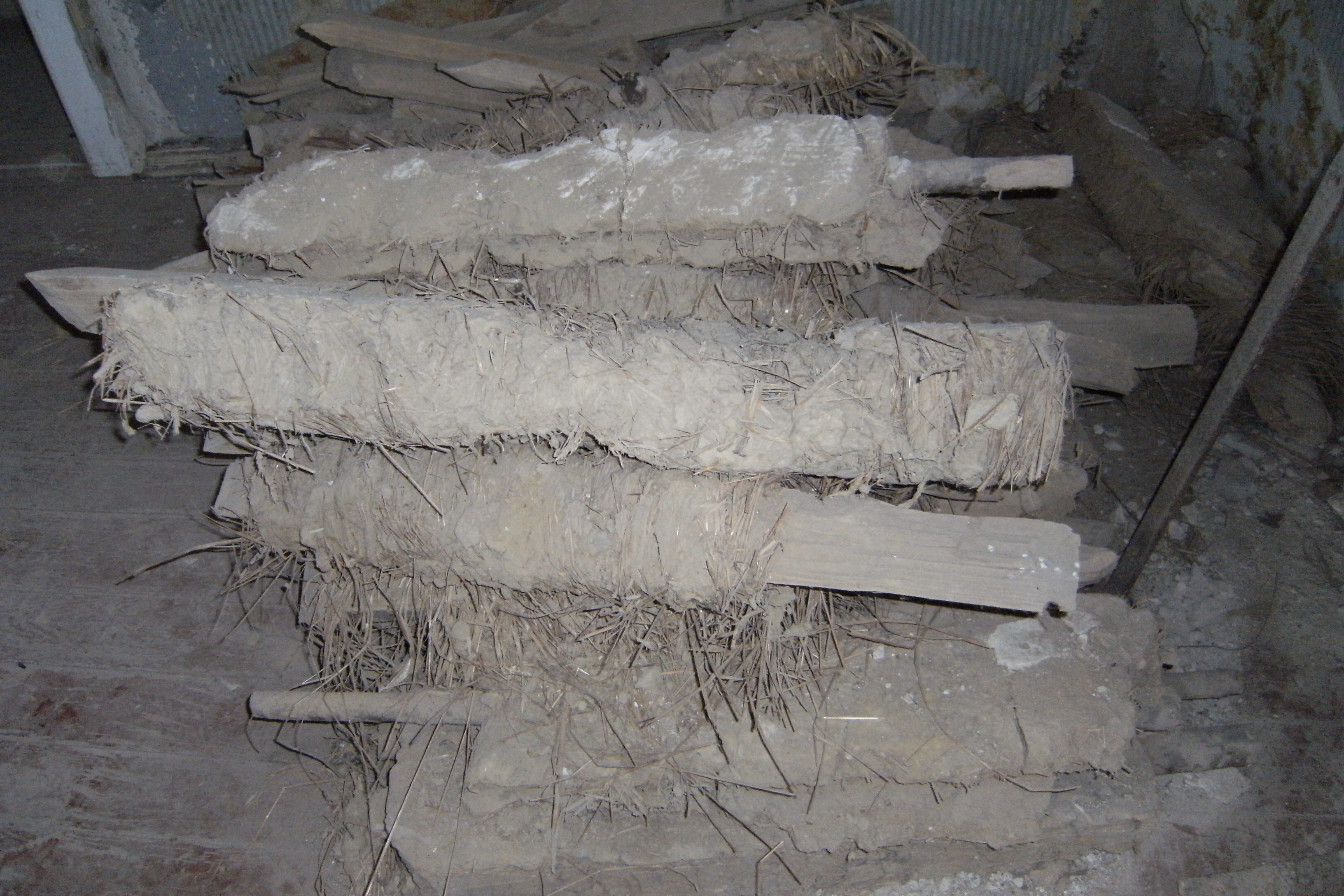
Lehmwickel (mit Stroh und Lehm umwickelte Knüppel (Stakhölzer)), ausgebaut im mittelalterlichen Wasserschloss Quilow, Kreis Vorpommern-Greifswald

Unter dem Klaiben (auch klöben, klieben, kleben, staken oder pliestern) versteht man in der Architektur die Tätigkeit des Ausfüllens von Staken, Schwartenverschlag oder Flechtwerk in den Gefachen von Fachwerkswänden und Zwischendecken mit Lehmbewurf durch Pliesterer oder Kleiber.
Im niederdeutschen (plattdeutschen) Sprachgebrauch nannte man die Tätigkeit klehmen.
Insbesondere auf dem Lande wurde das Klaiben bei Fachwerkhäusern, Scheunen und Ställen angewendet.
Auch die Herstellung von Wellerwänden aus Stakhölzern, die mit Langstroh und Lehm umwickelt werden, sowie die Herstellung von Lehmfußböden wurde als Klaiberarbeiten bezeichnet.
Dabei wurden die Stakhölzer vor dem Einbringen mit einem Gemenge aus Stroh und Lehm (Weller) umwickelt. Sie konnten anschließend in noch feuchtem Zustand unter Zugabe von etwas weiterem Lehm (zum Füllen von Unebenheiten) geglättet werden  (Lehmverstrich).
Nach dem Verstreichen und Trocknen von angeworfenem Lehm oder gewickeltem Strohlehm wurde häufig noch eine Lage Lehmputz aufgebracht.

## Bemerkungen
1. ↑   Stakhölzer sind zwischen die Balken geschobene Ruten, Äste oder Holzknüppel. Siehe auch: F. Triest, Königl. Preußischem Regierungsrath und Bau-Director zu Berlin, Handbuch zur Berechnung der Baukosten für sämmtliche Gegenstände der Stadt- und Landbaukunst. Zum Gebrauch der einzelnen Gewerke und der technischen Beamten, geordnet, in 18 Abtheilungen - Neunte Abtheilung, enthaltend die Arbeiten des Lehmers und Stakers, des Stroh- und Rohrdeckers, des Schindel- Spließ- und Spohndeckers; Berlin, verlegt bei Duncker und Humblot, 1827; abgerufen im Januar 2017